# Municipio de Campbell (Míchigan)
El municipio de Campbell (en inglés: Campbell Township) es un municipio ubicado en el condado de Ionia en el estado estadounidense de Míchigan. En el año 2010 tenía una población de 2388 habitantes y una densidad poblacional de 25,67 personas por km².

## Geografía
El municipio de Campbell se encuentra ubicado en las coordenadas 42°49′13″N 85°15′7″O / 42.82028, -85.25194. Según la Oficina del Censo de los Estados Unidos, el municipio tiene una superficie total de 93.03 km², de la cual 92,55 km² corresponden a tierra firme y (0,52 %) 0,48 km² es agua.

## Demografía
Según el censo de 2010, había 2388 personas residiendo en el municipio de Campbell. La densidad de población era de 25,67 hab./km². De los 2388 habitantes, el municipio de Campbell estaba compuesto por el 96,61 % blancos, el 0,21 % eran afroamericanos, el 0,46 % eran amerindios, el 0,54 % eran asiáticos, el 0,5 % eran de otras razas y el 1,68 % eran de una mezcla de razas. Del total de la población el 2,26 % eran hispanos o latinos de cualquier raza.